# Buczyna Gałkowska
Buczyna Gałkowska este o arie protejată (sit de importanță comunitară — SCI) din Polonia întinsă pe o suprafață de 103,41 ha, integral pe uscat.

## Localizare
Centrul sitului Buczyna Gałkowska este situat la coordonatele 51°44′14″N 19°41′59″E / 51.7372°N 19.6996°E.

## Înființare
Situl Buczyna Gałkowska a fost declarat sit de importanță comunitară în octombrie 2009 pentru a proteja un număr necunoscut de specii din flora spontană și fauna sălbatică aflate în arealul zonei.

## Biodiversitate
Situată în ecoregiunea continentală, aria protejată conține 2 habitate naturale: Păduri de fag Luzulo-Fagetum, Păduri de stejar și carpen Galio-Carpinetum.
La baza desemnării sitului se află un număr nedeclarat de specii protejate.